# Пауліна Вюртемберзька (1810–1856)
Пауліна Вюртемберзька (нім. Pauline von Württemberg), повне ім'я Пауліна Фредеріка Марія Вюртемберзька (нім. Pauline Friederike Marie von Württemberg), 25 лютого 1810 — 7 липня 1856) — принцеса з Вюртемберзького дому, донька герцога Пауля Вюртемберзького та Шарлотти Саксен-Гільдбурґгаузенської, дружина герцога Нассау Вільгельма.

## Біографія
Пауліна народилась 25 лютого 1810 року у Штутгарті. Вона була четвертою дитиною та другою донькою в родині герцога Вюртемберзького Пауля та його першої дружини Шарлотти Саксен-Гільдбурґгаузенської. Дівчинка мала старшу сестру Фредеріку та братів Фрідріха і Карла. Останній помер, коли їй виповнилося три місяці. А за три роки народився молодший брат — Август. 
Батько був молодшим сином правлячого короля Вюртемберга Фрідріха I. У 1813—1816 роках перебував на російській службі у чині генерал-майора, брав участь у військових діях проти французів. Після повернення до батьківщини, посварився із братом Вільгельмом, що став новим правителем, і виїхав до Парижу. Із дружиною він не ладнав, тож залишив її із синами у Вюртемберзі. Фредеріку і Пауліну він забрав із собою. У Франції родина жила значно скромніше, ніж при дворі, проте спілкуючись із вищими літературними колами. Фредеріка у 1823 від'їхала до Росії, де прийняла православну віру та стала дружиною великого князя Михайла Павловича. Пауліна вийшла заміж кілька років потому.
23 квітня 1829 року у Штутгарті відбулося її весілля із герцогом Нассау Вільгельмом. Нареченій було 19 років, нареченому — 36. Вільгельм був удівцем і мав чотирьох дітей від першого шлюбу. Його першою дружиною була тітка Пауліни — Луїза Саксен-Гільдбурггаузенська.
За рік у подружжя народилася перша донька, що прожила лише день. Згодом з'явилися ще троє дітей, що досягли дорослого віку. Подружнє життя не було щасливим. З дитинства Пауліна мала проблеми із слухом. Чоловік же мав звичку жорстоко жартувати на цією її вадою.

Серед народу герцогиня була популярною. Вона заснувала притулок для бідних дівчат, лікарню Asklepios Paulinen Klinik у Вісбадені та дияконський центр.

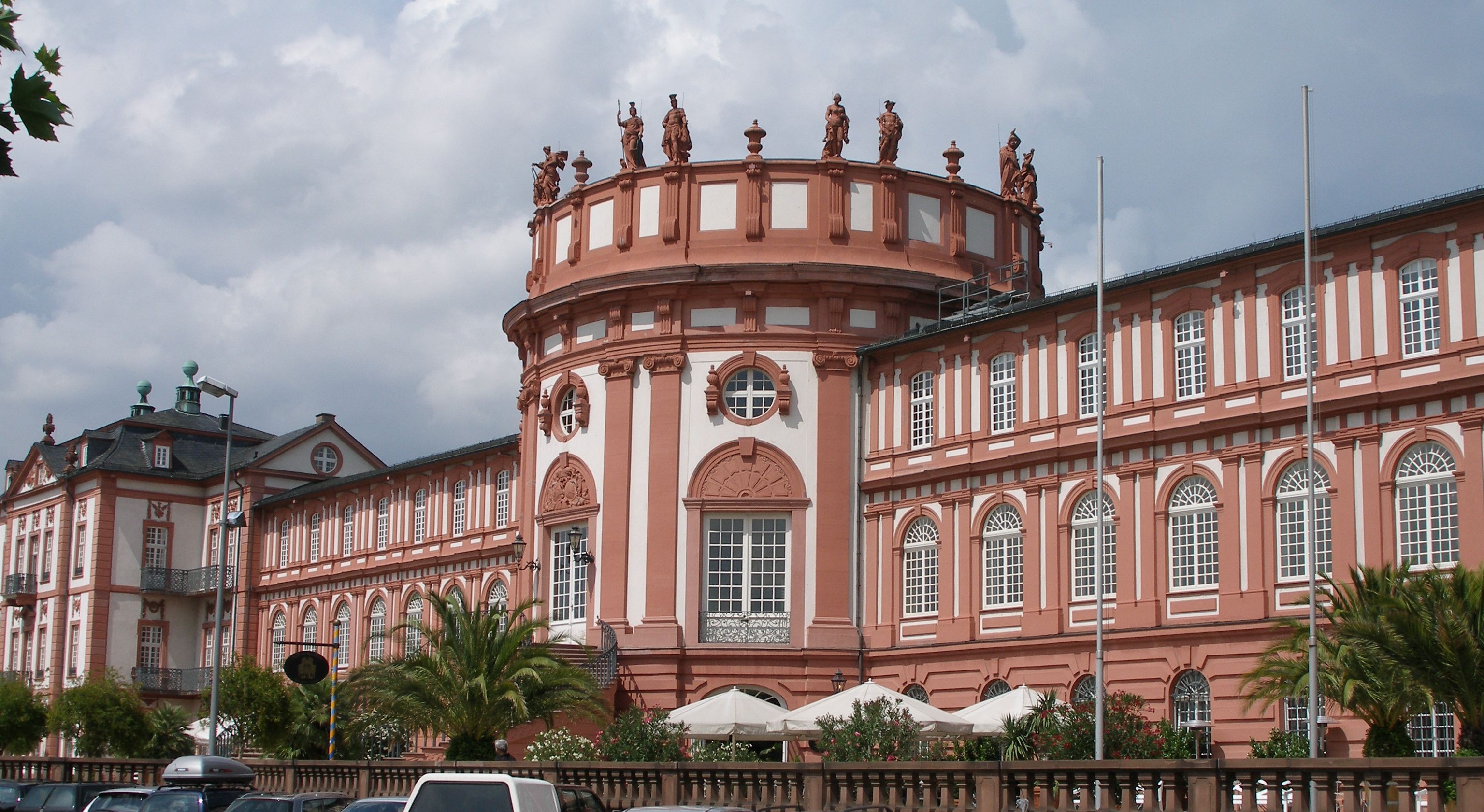
Палац Бібріх

Жило подружжя переважно у Вісбадені. Резиденцією слугував палац Бібріх, який Вільгельм обрав, аби підкреслити свою близькість до народу. 1837 розпочалося будівництво нового замку, проте до його завершення Вільгельм не дожив, пішовши з життя 1839 від інсульту. Владу у герцогстві успадкував його старший син Адольф. Новий правитель жваво опікувався справами країни, сприяючи розвитку транспорту та промисловості. До мачухи він ставився із повагою. 
Пауліна після смерті чоловіка, як удовину долю, отримала замок Paulinenschlösschen у Вісбадені. Закладений у 1841 році, він мав бути закінчений не раніше, як за два роки. Проте, вже наприкінці 1841 року Пауліна із дітьми перебралася до нової домівки.
У квітні 1841 року Пауліна жила на віллі Еноха Райсса у Бад-Зодені. Їй там сподобалася, і вона вирішила звести в цій місцевості літню резиденцію. Дім був готовий 1847 року. У власності герцогині він перебував до вересня 1855 року, коли вона продала його Георгу Тіленіусу.
1853 року донька Олена вийшла заміж за князя цу Вальдек-Пірмонт. Наступного року народилася перша онука Пауліни — Софія Ніколіна. 
7 липня 1856 року Пауліна Вюртемберзька померла. Її поховали у мавзолеї на цвинтарі Вісбадена.

## Родина

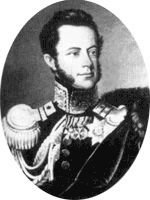
Вільгельм Нассау

Чоловік — Вільгельм, герцог Нассау
Діти:
- Олена (1831—1888) — дружина князя цу Вальдек-Пірмонт Георга Віктора, мала шістьох доньок та сина;
- Миколай Вільгельм (1832—1905) — принц Нассауський, взяв морганатичний шлюб із Наталією Пушкіною, яка отримала титул графині Меренберзької, мав із нею двох доньок та сина;
- Софія (1836—1913) — дружина короля Швеції та Норвегії Оскара II, мала четверо синів.